# Крикін Олексій Георгійович
Олексій Георгійович Кри́кін (8 лютого 1916, Харків — 5 листопада 1976, Дніпропетровськ) — український радянський архітектор.

## Біографія
Народився 8 лютого 1916 року в місті Харкові (нині Україна). 1937 року закінчив Харківський інститут комунального господарства. Протягом 1937—1938 та 1939—1940 років працював у інституті «Діпромісто» у Харкові; у 1940—1942 роках — в інституті «Дальшахтопроєкт» у Владивостоці. Протягом 1942—1945 років служив на офіцерських посадах у військових частинах Далекосхідного фронту. Член ВКП(б) з 1944 року.
У 1945—1946 роках працював у виробничому відділі Управління будівництва залізниць на станції Ізвєстковій; у 1946—1951 роках — у Харківському відділенні інституту «Міськбудпроєкт», де з 1948 року завідував архітектурно-будівельним відділом. У 1951—1954 роках обіймав посаду головного архітектора Харкова; у 1954—1956 роках — головного архітектора проєкту Харківського відділення інституту «Діпромісто»; у 1956—1958 роках — директора інституту «Харківоблпроєкт».
Протягом 1958—1973 років очолював Дніпропетровський обласний відділ зі справ будівництва і архітектури, був головним архітектором Дніпропетровської області; у 1973—1976 роках працював архітектором у Дніпропетровському виробничо-художньому комбінаті Художнього фонду СРСР. Помер у Дніпропетровську 5 листопада 1976 року.

## Архітектурна діяльність
Серед реалізованих проєктів

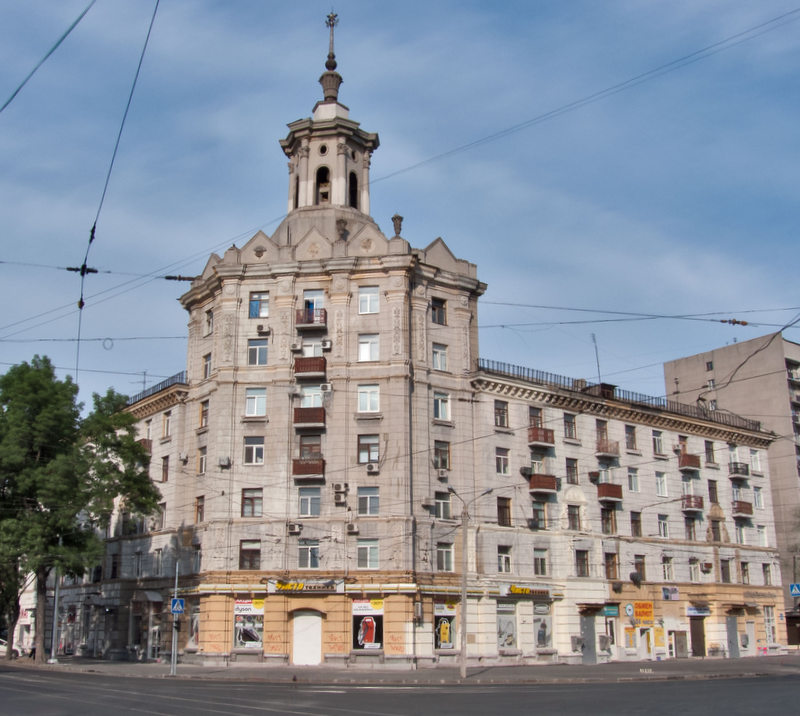
вул. Плеханівська, № 41.

- низка житлових будинків в кварталах № 6 та № 7 у Запоріжжі (1946—1952);
- у Харкові:
  - житлові будинки на вулиці Григорія Сковороди (1951—1955);
  - житлові будинки на вулиці Артема (1952—1953);
  - будинок на вулиці Плеханівській, № 41 (із вбудованим двохзальним кінотеатром; 1953);
  - будинок на площі Рози Люксембург (1953—1955);
  - автовокзал (1958).

Автор генеральних планів
- міста Артем (Приморський край, РРФСР; 1941—1942);
- селища Вознесенки у Запоріжжі (1952—1960);
- Харкова (1950-ті);
- Дніпропетровська (1965—1970; у співавторстві з Олегом Малишенком, Володимиром Орєховим, В. Мартиновим).

Автор архітектурних частин
- погруддя В'ячеслава Малишева поблизу управління Харківського заводу транспортного устаткування (1957);
- пам'ятника воїнам і партизанам у місті Павлограді (1966);
- пам'ятника воїнам-південнотрубникам у місті Нікополі (1967);
- пам'ятника Володимиру Леніну у Новомосковську (1971, скульптор Микола Суходолов).